# Astrid Lindgren (album)
Astrid Lindgren – Ewa Bem, Grzegorz Turnau i dzieci śpiewają – płyta z piosenkami do słów Astrid Lindgren w wykonaniu Ewy Bem, Grzegorza Turnaua, Agnieszki Jurkiewicz, Michała Jurkiewicza oraz dzieci.
Autorami muzyki do piosenek są: Georg Riedel, Bengt Hallberg, Björn Isfält, Gösta Linderholm, Benny Andersson, Jan Johansson oraz Lille Bror Söderlundh. Autorem aranżacji piosenek oraz kierownikiem muzycznym projektu jest Michał Jurkiewicz.

## Lista utworów
| 1.  | "Świnka pieje na krzaku bzu"                                            | 2:29  |
|     | - Georg Riedel – muzyka - wykonanie: chórek dzieci                      |       |
| 2.  | "Piosenka fąfli"                                                        | 3:00  |
|     | - Bengt Hallberg – muzyka - wykonanie: Ewa Bem i Stenia Kupiec          |       |
| 3.  | "Pirat Fabian"                                                          | 3:34  |
|     | - Georg Riedel – muzyka - wykonanie: Grzegorz Turnau i Franek Borodziuk |       |
| 4.  | "Ach, miła, fajna drwalko ma"                                           | 2:26  |
|     | - Georg Riedel – muzyka - wykonanie: Antek Borodziuk                    |       |
| 5.  | "Piosenka o wilku"                                                      | 5:13  |
|     | - Björn Isfält – muzyka - wykonanie: Agnieszka Jurkiewicz               |       |
| 6.  | "Ktoś jak ja"                                                           | 2:08  |
|     | - Georg Riedel – muzyka - wykonanie: Grzegorz Turnau                    |       |
| 7.  | "Ida śpiewa o lecie"                                                    | 3:33  |
|     | - Georg Riedel – muzyka - wykonanie: Ewa Bem                            |       |
| 8.  | "Piosenka włóczykija"                                                   | 3:24  |
|     | - Gösta Linderholm – muzyka - wykonanie: Maciek Szczerba                |       |
| 9.  | "Najsławiejszy Karlsson"                                                | 2:58  |
|     | - Georg Riedel – muzyka - wykonanie: Michał Jurkiewicz                  |       |
| 10. | "Mio, mój Mio"                                                          | 4:16  |
|     | - Benny Andersson – muzyka - wykonanie: Agnieszka Jurkiewicz            |       |
| 11. | "Mamin leń"                                                             | 2:32  |
|     | - Georg Riedel – muzyka - wykonanie: Maciek Szczerba                    |       |
| 12. | "Hej, to ja Pippi Långstrump"                                           | 4:07  |
|     | - Jan Johansson – muzyka - wykonanie: Ola Galas                         |       |
| 13. | "Piosenka o kocie"                                                      | 2:08  |
|     | - Lille Bror Söderlundh – muzyka - wykonanie: Stenia Kupiec             |       |
| 14. | "Kalle Teodor"                                                          | 4:09  |
|     | - Georg Riedel – muzyka - wykonanie: Grzegorz Turnau                    |       |
| 15. | "Kotek"                                                                 | 6:59  |
|     | - Georg Riedel – muzyka - wykonanie: Ewa Bem                            |       |
|     |                                                                         | 52:56 |
|     |                                                                         |       |

## Wykonawcy
- śpiew – Ewa Bem, Grzegorz Turnau, Agnieszka Jurkiewicz, Michał Jurkiewicz
- dzieci soliści: Stenia Kupiec, Maciek Szczerba, Franek Borodziuk, Antek Borodziuk, Ola Galas
- chórek dzieci: Gabrysia Borodziuk Szymon Czyżewski, Iga Repetowska, Olga Niessner, Robert Niessner, Stenia Kupiec, Maciek Szczerba, Julita Krupowska, Mikołaj Strusiński, Małgosia Onyszkiewicz, Franek Borodziuk, Antek Borodziuk, Daria Kania
- instrumenty klawiszowe, akordeon, fujarka, skrzypce, altówka – Michał Jurkiewicz
- gitary, dobro – Jacek Królik
- gitara basowa – Łukasz Adamczyk
- kontrabas, fretless bass – Józef Michalik
- perkusja – Wojciech Fedkowicz
- instrumenty perkusyjne – Sławomir Berny
- flet – Agnieszka Jurkiewicz
- saksofony, klarnet – Leszek Szczerba
- trąbka – Tadeusz Kaczmarczyk
- puzon – Robert Szczerba
- fagot – Paweł Solecki
- tuba – Dominik Wnuk
- zespół smyczkowy: Aleksandra Honcel-Banek (I skrzypce), Katarzyna Blajda (skrzypce I), Anna Górecka (skrzypce II), Joanna Grela (Skrzypce II), Michał Jurkiewicz (altówka), Anna Partyka (altówka), Jan Kalinowski (wiolonczela)
- Nagrań dokonano w studio "Nieustraszeni Łowcy Dźwięków" w Krakowie.
- Realizacja nagrań i współpraca produkcyjna – Dariusz Grela.
- Mastering: Rafał Smoleń.